# Viadène
La Viadène (Viadèna en occitan) est une région naturelle de France située au centre-ouest du Massif central et au nord du département de l'Aveyron.

## Géographie

### Toponymie
Le nom de Viadène viendrait du latin Via dene qui signifie « la dixième voie romaine », devenue par la suite Via Podiensis du Puy à Compostelle.

### Situation
Cette région naturelle se situe au centre-ouest du Massif central. Une partie de son territoire est intégrée dans le parc naturel régional de l'Aubrac. Au sud, elle est limitée par la vallée du Lot et, à l'ouest et au nord, par celle de la Truyère. 
La Viadène prolonge les monts d'Aubrac à l’est et jouxte au nord ceux du Cantal (Carladès). À l'ouest, elle borde la Châtaigneraie et au sud le pays de Conques ainsi que le causse Comtal.

### Topographie
La Viadène s'étend sur un socle granitique au relief vallonné qui constitue les contreforts ouest du plateau de l'Aubrac, la transition avec ce dernier est assez peu marquée. Le territoire s'étend sur 390 km² environ pour une altitude moyenne de 800 mètres. C'est une vaste zone rurale de montagne aux paysages variés, composés de hauts pâturages, de forêts et entrecoupés de petites vallées.

### Hydrographie
| Affluents de la Truyère                                                                                 | Affluents du Lot                                               | Lacs                                                                                          |
| --- | -------------------------------------------------------------- | --------------------------------------------------------------------------------------------- |
| - L’Argence - Le Merlone - L'Argence Morte - L'Ondes - La Bromme - La Selves - Le Vaissaire - Le Selvet | - Le ruisseau d'Amarou - Le ruisseau de Liacouze - Le Rébinsou | - Lac de Couesques - Lac de Maury (Lac de la Selves) - Lac de Sarrans - Réservoir de Montézic |

### Communes
Le pays de la Viadène comprend 15 communes réparties sur trois cantons :
- 7 sur le canton de Sainte-Geneviève-sur-Argence (formant la Haute-Viadène) ;
- 6 sur le canton de Saint-Amans-des-Cots  ;
- 2  sur le canton de Laguiole.

Elles se sont regroupées dans la communauté de communes de la Viadène et la communauté de communes de l'Argence, puis, depuis 2017, dans la communauté de communes Aubrac, Carladez et Viadène.
| Haute Viadène                | Basse Viadène                 | Communes rattachées au canton de Laguiole |
| ---------------------------- | ----------------------------- | ----------------------------------------- |
| Alpuech                      | Campouriez                    | Cassuéjouls                               |
| Cantoin                      | Florentin-la-Capelle          | Soulages-Bonneval                         |
| Graissac                     | Huparlac                      |                                           |
| Lacalm                       | Montézic                      |                                           |
| Sainte-Geneviève-sur-Argence | Saint-Amans-des-Cots          |                                           |
| La Terrisse                  | Saint-Symphorien-de-Thénières |                                           |
| Vitrac-en-Viadène            |                               |                                           |

## Toponymie
Viadène est un nom d’origine gallo-romaine. Il est composé de la racine via désignant « la voie » ou « le chemin » et du suffixe dène se traduisant par « dixième ». La région était donc traversée par la dixième voie romaine ou le dixième d’une voie romaine qui, plus tard, est devenue une partie des Chemins de Saint-Jacques-de-Compostelle.

## Histoire
Les Astorg d'Orhlac (alitéré depuis en d'Aurillac) qui tiennent leur nom d'Orlhaguet devenu depuis simple hameau de Sainte-Geneviève-sur-Argence sont institués viguiers héréditaires du pays de Viadène sous les carolingiens. Ils conservent la suzeraineté de la région durant la plus grande partie du Moyen-âge et jusqu'à la construction du château de Conros au XIIIe siècle leur viguerie semble avoir eu pour siège un donjon incorporé à l'église du village.

## Culture et traditions
Située dans l'ancienne province du Rouergue, la Viadène s'inscrit dans l'espace occitan. Le sous-dialecte régional, assez bien maîtrisé dans ce pays, est le rouergat, une des variantes du dialecte languedocien.